# フレンテ・インターナショナル
株式会社フレンテ・インターナショナル（Frente International Co.,Ltd.）は、かつて存在したフレンテグループの菓子メーカー。錠菓、健康食品を中心とする商品の製造・販売を行っていた。

## 概要
乳酸菌LS1を配合した健康食品の「スーパークリッシュ」、清涼菓子の「ピンキー (タブレット)」が主力商品。
「コイケヤポテトチップス」「カラムーチョ」等のスナック菓子を製造・販売している株式会社湖池屋（初代）はフレンテグループの兄弟会社であった。
2016年10月1日、持株会社であった株式会社フレンテが、当社・株式会社湖池屋（初代）他1社を吸収合併し、株式会社湖池屋（2代）となった。

## 沿革
- 1995年（平成7年） - フレンテ株式会社（旧法人）にてタブレット菓子などの製品開発事業を開始。
- 1997年（平成9年） - ミントタブレット「ピンキー」発売。
- 2002年（平成14年） - 旧フレンテ株式会社の持株会社化（株式会社フレンテホールディングスに商号変更。後の株式会社フレンテ。現：株式会社湖池屋）に伴う会社分割によりフレンテ株式会社（新法人）を設立。乳酸菌LS1配合「クリッシュ」発売。香港にて「ピンキー」発売。合弁会社台湾粉紅股有限公司設立。
- 2003年（平成15年） - フレンテ株式会社を株式会社フレンテ・インターナショナルに商号変更。台湾にて「ピンキー」発売。
- 2004年（平成16年） - 持株会社である株式会社フレンテがジャスダック市場に株式を上場 。
- 2016年（平成28年） - 持株会社である株式会社フレンテが、当社、株式会社湖池屋（初代）、株式会社アシストを吸収合併し、株式会社湖池屋に商号変更。

## 主な商品
- ピンキー
- スーパークリッシュ

## 関連会社
- 株式会社フレンテ
- 株式会社湖池屋
- 株式会社アシスト
- 台湾湖池屋股份有限公司